# Reformierte Kirche Wipkingen

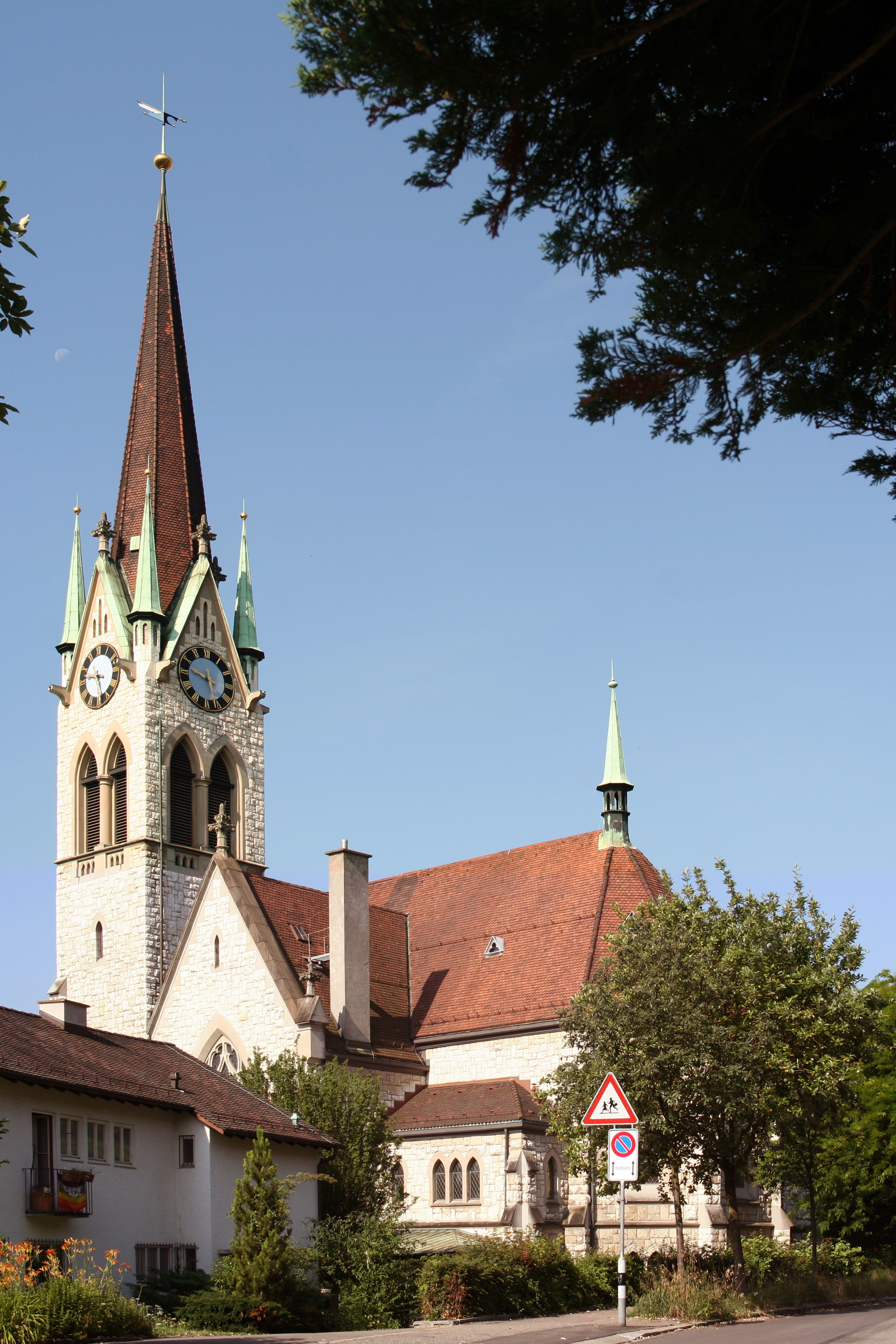
Reformierte Kirche Wipkingen

Die Reformierte Kirche Wipkingen ist eine ehemalige evangelisch-reformierte Kirche im Stadtteil Wipkingen in der Stadt Zürich. Sie steht unter Denkmalschutz und ist als kantonal schützenswert eingestuft. 2019 fand der letzte Gottesdienst statt; das Gebäude wird derzeit für schulische Zwecke umgenutzt (geplante Eröffnung 2026/27).

## Geschichte
Die Reformierte Kirche Wipkingen wurde 1909 erbaut. Ein Legat von Salomon Rütschi, Wipkinger Bürger, Unternehmer und Wohltäter, ermöglichte den Kauf eines Geländes beim Oberen Weier in Zürich-Wipkingen. Nach einem langjährigen Streit um den Bauplatz wurde die Kirche 1909 errichtet und eingeweiht. Man brach das alte Kirchlein an der Limmat ab, da es dem wachsenden Verkehr weichen musste.
1930–1932 wurde als Ergänzung zur Kirche das Kirchgemeindehaus Wipkingen errichtet. Erbaut wurde es nach Plänen des Architekturbüros Vogelsanger und Maurer. Im Wohnquartier Letten steht an der Imfeldstrasse die Kirche Letten, welche 1954–1955 Max Aeschlimann und Armin Baumgartner im Landistil erbauten.

### Alte Kirche (bis 1910)

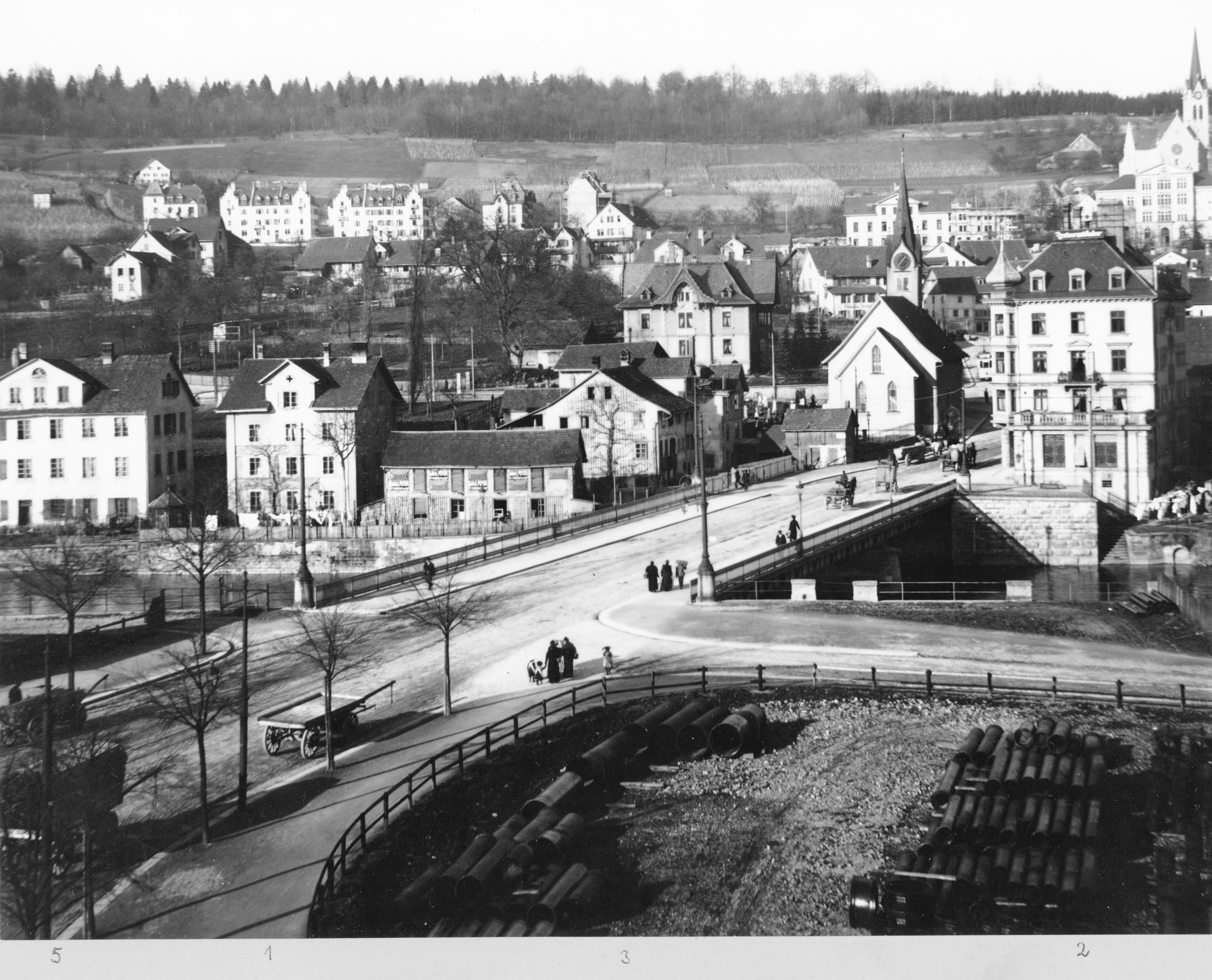
Zweite Wipkingerbrücke. Blick nach Norden mit der 1910 abgebrochenen alten Kirche von Wipkingen.

Wibichinga lag an einem frühmittelalterlichen Handelsweg. Die alte Kirche stand am Limmatufer beim Flussübergang nach dem Zusammenfluss von Sihl und Limmat; dort wo heute eine Fachschule bei der Wipkingerbrücke steht. Wibichinga als zehntenpflichtiges Besitztum des Grossmünsters wird erstmals 820 erwähnt. Ab 881 war es ein Lehen des Fraumünsters.  In einer Urkunde von 1270 ist erstmals ein Kirchlein in Wibichinga erwähnt. Schutzheilige der Wipkinger Kirche waren die heilige Agnes von Rom und Johannes der Täufer.
Leutpriester aus dem Grossmünster lasen die Messe, ab etwa 1520 war Ulrich Zwingli auch Leutpriester für Wibichinga. In der Reformation 1524 wurde das Kirchlein geschlossen. 1601 erhielt Wibichinga die Erlaubnis, die Kirche zu renovieren. Neben der Kirche lag nun ein eigener Friedhof. Die Kirchgemeinde war ab 1601 eine Filiale des Grossmünsters; erster Pfarrer war Rudolf Lehmann, welcher das Wipkinger Tauf- und Ehebuch eröffnete.
Die alte Kirche Wipkingen wurde 1704 umfassend renoviert und vergrössert. Das Geläut aus zwei Glocken wurde 1859 durch drei neue Glocken ersetzt. Der Bau des Pfarrhauses 1864 an der heutigen Hönggerstrasse 76 ebnete den Aufstieg zu selbständigen Kirchgemeinde.
Mit dem rasanten Wachstum der Gemeinde und des Quartiers Zürich-Wipkingen nach der Eingemeindung störte der Verkehrslärm den Gottesdienst. Man beschloss einen Neubau an einem ruhigen Ort. Nach der Einweihung der neuen Kirche im Oktober 1909 wurde das alte Kirchlein im März 1910 abgebrochen.

### Neue Kirche (ab 1909)
Die Baupläne stammten von Architekt Jacques Kehrer. Im März 1908 wurden die Bauarbeiten ausgeschrieben. Leiter der Baukommission war Pfarrer Otto Roth. Er verfasste auch die Urkunde, welche bei der Feier zur Grundsteinlegung am 30. August 1908 in einer kupfernen Büchse am Fusse des Turmes etwa zwei Meter über dem Boden eingemauert wurde.
Das Richtfest erfolgte bereits in der ersten Novemberwoche 1908. Am 24. August 1909 verschloss man die Akteneinlage in die Turmkugel und setzte sie dem Kirchturm auf. Der Glockenaufzug mit einem grossen Dorffest fand am 13. Oktober 1909 statt. Pfarrer Roth leitete das Fest, ebenso die Einweihung. Die Kirche Wipkingen wurde am Sonntag, den 31. Oktober 1909, eingeweiht.
In den Jahren 1964–1965 erfolgte eine Innenrenovation unter Robert Fässler. 1984 wurde das Äussere der Kirche von Hans Suter geleitet renoviert.

### Umnutzung
Da in der Kirche seit 2019 keine Gottesdienste mehr stattfinden und die Stadt Zürich nach neuem Schulraum sucht, beschlossen 2022 die reformierte Kirchgemeinde und die Stadt, das Gotteshaus für schulische Zwecke umzubauen. Am 8. März 2023 präsentierte die Stadt das Siegerprojekt des Architekturwettbewerbs für die Umnutzung. Gewonnen haben Vécsey Schmidt Architekt*innen und Anderegg Partner AG. Das Erdgeschoss der Kirche wird mit einer Holzdecke überspannt. So entstehen auf das Schuljahr 2026/27 ein Mehrzweckraum im Obergeschoss, der nicht beheizt wird, im Untergeschoss eine Mediothek sowie weitere Räume zur Betreuung der Schüler.

## Baubeschreibung
Die Reformierte Kirche Wipkingen erhebt sich auf einem ehemaligen Rebhang über dem Quartier und ist von weitem dank seiner hellen Steinfassade gut sichtbar. Ein Zufahrtsweg von der Rosengartenstrasse sowie eine von hohen Bäumen gesäumte Treppenanlage führen zur Kirche hinauf. Das Äussere des Sakralbaus ist vom rustikalen, hellen Bruchsteinmauerwerk geprägt. Der Grundriss des Zentralbaus ist kreuzförmig. Ein dreiteiliges Stufenportal mit Rosette prägt die Hauptfassade. Nach Norden schliesst ein polygonaler Chor das Gebäude ab. In der südöstlichen Vierungsecke erhebt sich der schlanke, hohe Turm mit seinem offenen Glockenstuhl.
Im Innenraum lenkt die Mittelachse den Blick auf den Abendmahlstisch, den Taufstein und die Kanzelwand. Darüber erhebt sich die Chorbühne mit der Orgel. In den anderen Kreuzarmen sind Emporen eingebaut. Schablonenmalereien mit Blumenranken schmücken die Zwickel der Vierung und die Gewölberippen.

## Orgel (bis 2024)
Die letzte Orgel wurde 1965/1966 von der Orgelbaufirma Kuhn AG (Männedorf) erbaut. Das Schleifladen-Instrument hat 43 Register auf drei Manualen und Pedal. Die Spieltrakturen sind mechanisch, die Registertrakturen sind elektropneumatisch. Das Instrument ersetzte ein pneumatisches, 1909 von der gleichen Firma erbaut. Die Orgel wurde im Sommer 2024 abgebaut. Sie gelang als Geschenk in den nationalen Kammermusiksaal nach Kiew.
Die Disposition lautet:
| I Hauptwerk C–g3 |       |
| Pommer           | 16′   |
| Principal        | 08′   |
| Koppelflöte      | 08′   |
| Octave           | 04′   |
| Spitzflöte       | 04′   |
| Octave           | 02′   |
| Mixtur V–VI      | 1 ⁄3′ |
| Scharf IV        | 01′   |
| Cornet IV        | 08′   |
| Fagott           | 16′   |
| Trompete         | 08′   |

| II Schwellwerk C–g3 |        |
| Suavial             | 08′    |
| Rohrflöte           | 08′    |
| Spitzgambe          | 08′    |
| Schwebung           | 08′    |
| Principal           | 04′    |
| Gemshorn            | 04′    |
| Nasard              | 2 ⁄3′  |
| Flageolet           | 02′    |
| Terz                | 1 3⁄5′ |
| Mixtur V–VI         | 02′    |
| Basson              | 16′    |
| Trompette harm.     | 08′    |
| Clairon             | 04′    |

| III Brustwerk C–g3 |        |
| Gedackt            | 8′     |
| Blockflöte         | 4′     |
| Principal          | 2′     |
| Waldflöte          | 2′     |
| Oberton III        | 1 3⁄5′ |
| Quinte             | 1 ⁄3′  |
| Sifflöte           | 1′     |
| Cimbel IV          | 1⁄2′   |
| Regal              | 8′     |
| Tremulant          |        |

| Pedalwerk C–f1 |       |
| Principal      | 16′   |
| Subbass        | 16′   |
| Octave         | 08′   |
| Spillpfeife    | 08′   |
| Octave         | 04′   |
| Nachthorn      | 04′   |
| Mixtur IV      | 2 ⁄3′ |
| Posaune        | 16′   |
| Trompete       | 08′   |
| Zinke          | 04′   |

- Koppeln: II/I, I/P, II/P, III/P

## Glocken

### Alte Kirche
Die älteste bekannte Glocke in Wipkingen stammt aus vorreformatorischer Zeit. Im Jahr 1500 ertönte die «Marienglocke» im Ton E. Der Gruss des Engels an Maria zierte sie: «Ave.Maria.gracia.dominus.tecum.MCCCCC.»
Nach der Restauration und Neueröffnung der Kirche 1601 erklang neben dem Marienglöcklein eine neue Glocke im Ton C mit der Inschrift:
«Ich mahn’ die Gmeind zur Christenpflicht Und rufe, wenn Gefahr usbricht.»
Ab 1704, nach der grossen Renovation, bestand das Geläut aus drei Glocken. Die kleinste war die Marienglocke aus dem Jahr 1500. Zwei neue Glocken erklangen mit ihr zu einem Geläut in C-Dur mit den Tönen C, D und E.
Die mittlere Glocke mit Ton D trug die Inschrift:
«Kommet zusammen, lobet des Herrn Namen» und «Moritz Füssli goss mich zu Zürich».
Auf der grossen Glocke, Ton C, stand:
«Aus Hitz und Feuer bin ich geflossen, Moritz Füssli zu Zürich hat mich gegossen.»
1859 ersetzte ein neues Geläut jenes von 1704. Es bestand wiederum aus drei Glocken, diesmal in G Dur, mit den Tönen G, H und D, und einem Gesamtgewicht von 2'564 Pfund. Dieses Geläut stammte von Glockengiesser Jakob Keller beim Milchbuck.
Die Glocke mit Ton G und einem Gewicht von 710 kg trug die Inschrift:
«Ehre sei Gott in der Höhe» und «Kommet zusammen»
Die Mittlere mit Ton H und 354 kg:
«Friede auf Erden» und «Lobet des Herrn Namen»
Und die Kleinste läutete ein D und wog 219 kg:
«An den Menschen ein Wohlgefallen» und «In Ewigkeit Amen».

### Neue Kirche
Das heutige Glockengeläut aus dem Jahr 1909 besteht aus fünf Glocken.
I. Glocke: B, 3’509 kg: «O Land, Land, Land! Höre des Herrn Wort!»
II. Glocke: des, 2’105 kg: «Selig sind die Toten, die im Herrn sterben!»
III. Glocke: es, 1’440 kg: «Bete und arbeite!»
IV. Glocke: ges, 840 kg: «Ehre sei Gott in der Höhe!»
V. Glocke: b, 441 kg: «Friede auf Erden!»

## Würdigung
Die Denkmalpflege der Stadt Zürich schreibt: «Die Kirche Wipkingen steht wie auch die 1896 erbaute Bühlkirche oder die Kreuzkirche von 1905 mit ihrem kreuzförmigen Grundriss und ihrem längsgerichteten Kirchenraum ganz in der Tradition des Wiesbadener Manifests. Stilistisch reiht sie sich in die Bauten der Neugotik ein, sie wirkt aber durch ihr rustikales Äusseres (Bruchsteinmauerwerk) behäbiger als beispielsweise die Bühlkirche.»